# Sień Saska na Wawelu
Sień Saska – jedna z sal Zamku Królewskiego na Wawelu, wchodząca w skład ekspozycji Prywatnych Apartamentów Królewskich. Znajduje się pomiędzy salą Saską, a sienią przed sypialnią króla.
Urządzona jest na wzór salonów w XVIII-wiecznych pałacach. Z tego też czasu pochodzi większość wystawionych tu przedmiotów: kobierce ścienne z herbami polskich rodzin, m.in. z manufaktury w Brodach, francuskie komody w stylu Ludwika XV oraz francuskie zegary.